# Liste der Regierungen der Deutschsprachigen Gemeinschaft
Liste der Regierungen der Deutschsprachigen Gemeinschaft seit 1984
| Nr. | Regierung              | Ministerpräsident        | Parteien         | Periode   |
| --- | ---------------------- | ------------------------ | ---------------- | --------- |
| 01  | Regierung Fagnoul      | Bruno Fagnoul (PFF)      | PFF, CSP, SP     | 1984–1986 |
| 02  | Regierung Maraite I    | Joseph Maraite (CSP)     | CSP, PFF         | 1986–1990 |
| 03  | Regierung Maraite II   | Joseph Maraite (CSP)     | CSP, PFF, SP     | 1990–1995 |
| 04  | Regierung Maraite III  | Joseph Maraite (CSP)     | CSP, SP          | 1995–1999 |
| 05  | Regierung Lambertz I   | Karl-Heinz Lambertz (SP) | SP, PFF, Ecolo,  | 1999–2004 |
| 06  | Regierung Lambertz II  | Karl-Heinz Lambertz (SP) | SP, PFF, PJU-PDB | 2004–2009 |
| 07  | Regierung Lambertz III | Karl-Heinz Lambertz (SP) | SP, PFF, ProDG   | 2009–2014 |
| 08  | Regierung Paasch I     | Oliver Paasch (ProDG)    | ProDG, SP, PFF   | 2014–2019 |
| 09  | Regierung Paasch II    | Oliver Paasch (ProDG)    | ProDG, SP, PFF   | 2019–2024 |
| 10  | Regierung Paasch III   | Oliver Paasch (ProDG)    | ProDG, CSP, PFF  | seit 2024 |